# Nik Software
Die Nik Software GmbH war ein Softwareunternehmen aus Hamburg. Es gehörte von 2012 bis 2017 zur US-amerikanischen Google Inc. und erhielt über die Nik Software, Inc. eine neue Firmenzentrale in San Diego, USA. Im Jahr 2017 übernahm die französische DxO Labs von Google sowohl die Rechte an den von Nik Software entwickelten Produkten als auch deren Weiterentwicklung.

## Geschichte
1995 wurde das Unternehmen von Nils Kokemohr (sein Namenskürzel ist Nik) in Hamburg als Nik Multimedia gegründet. Anfangs bestand das Angebot aus Software für die Anwendung in Grafik, Design, Druck und digitaler Bildbearbeitung.
Eines der ersten Produkte war Nils' Type Efex! (ab 1999 Nik Type Efex!), eine Sammlung von über zweihundert Effekten für Schriften in Form von gespeicherten Arbeitsabläufen für Adobe Photoshop. Die ersten grafischen Plug-ins erschienen 1999: Eine Sammlung von 55 Grafikfiltern – damals noch einzeln vorliegend – unter dem Namen Nik Color Efex! und das Schärfungswerkzeug Nik Sharpener. Am 7. Februar 2006 wurde der Firmenname in Nik Software geändert; der neue Firmenslogan „Photography first“ soll das Engagement für die Entwicklung hochwertiger Software zur digitalen Bildbearbeitung unterstreichen.
Am 17. September 2012 übernahm Google Nik Software. Am 24. März 2016 hat Google die komplette Nik Collection zum kostenlosen Download freigegeben. Im Oktober 2017 wurde bekannt, dass DxO Labs, ein Hersteller von Fotosoftware, die Nik Collection übernommen hat und Mitte 2018 eine neue Version anbieten will. Im Oktober 2019 war die Nik Collection 2 erhältlich. Im Juni 2020 kam die Nik Collection 3 by DxO auf den Markt. Die Nik Collection 4 wird nur noch kostenpflichtig angeboten.
Die deutsche Tochter Nik Software GmbH wurde im September 2021 aus dem Handelsregister gelöscht.

## Produkte

### Filter-Plug-ins

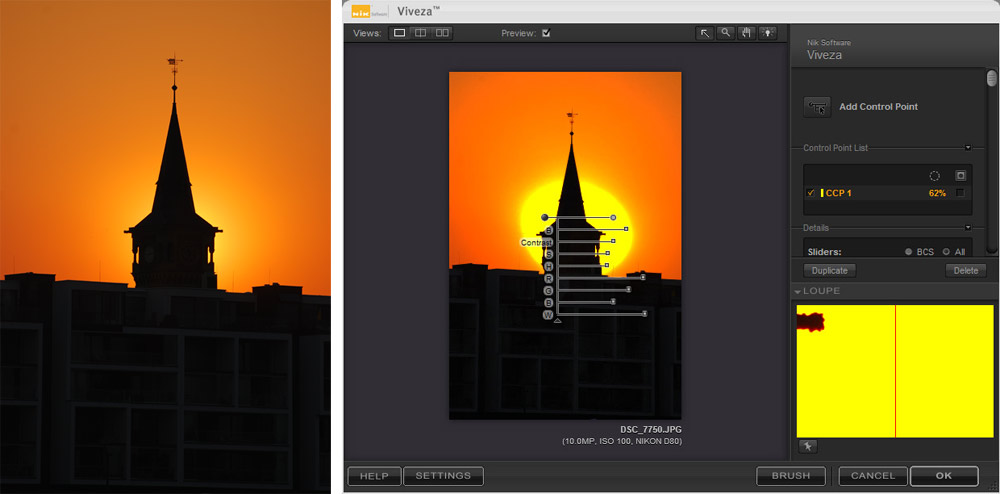
Bild im Viveza-Plug-in neben dem Originalbild (links)

Die bekanntesten Produkte von Nik sind Grafikfilter, die als Plug-ins für Adobe Photoshop, Adobe Photoshop Lightroom und Apple Aperture verfügbar sind. Da viele Bildbearbeitungsprogramme Photoshop-kompatible Plug-Ins (mit der Dateiendung .8bf) akzeptieren, kann man die Filter mit den jeweiligen Programmen ebenfalls verwenden.

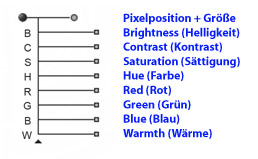
Ein U-Point mit Parametern

Nik entwickelte für die Plug-ins verschiebbare Kontrollpunkte – eine Besonderheit, mit Hilfe derer sich verschiedene Bildbereiche eines Fotos einzeln bearbeiten lassen, ohne Ebenen, Masken oder komplizierte Auswahlen erstellen zu müssen. Die U-Point (U steht für engl. you, etwa dein Punkt) genannte und patentierte Technik findet seit Februar 2006 in allen Nik-Produkten Anwendung.
- Color Efex Pro: Kollektion digitaler Filter für Farbkorrektur, Retusche und kreative Bildbearbeitung, die in den Variationen Standard (15 Filter), Select (35 Filter) und Complete Edition (52 Filter) angeboten wird.[8] Version 2.0 erschien im Juni 2004, Version 3.0 im Oktober 2007.

- Dfine: Rauschreduktion zur Optimierung digitaler Bilder; Version 1.0 erschien 2004, Version 2.0 im März 2007.

- HDR Efex: Erstellen von High-Dynamic-Range-Bildern.

- Sharpener: Schärfen digitaler Bilder für alle Druck- und Ausgabeverfahren; Version 2.0 erschien im Juni 2005, Version 3.0 im September 2008.

- Silver Efex: Plugin zur Umwandlung digitaler Bilder in Schwarzweiß; Version 1.0 erschien im Juli 2008.[9]

- Viveza: Selektive Bearbeitung und Kontrolle von Farbe und Licht;[10] Version 1.0 erschien im Januar 2008.

Die Complete Collection umfasst alle aktuellen Plug-ins für Adobe Photoshop und Apple Aperture, sie erschien im Oktober 2008. Nach der Übernahme durch Google wurde die Sammlung unter dem Namen Nik Collection das Hauptprodukt.

### Capture NX
Im Jahr 2006 veröffentlichte Nik in Zusammenarbeit mit dem Kamerahersteller Nikon das Rohdatenkonvertierungsprogramm Capture NX. Unterstützt werden die Bildformate NEF (Nikon-spezifisches Rohdatenformat), JPG und TIFF. Oben genannte Filter sind teilweise auch für Capture NX erhältlich. Im Juni 2008 erschien Capture NX 2. Das Nachfolgeprodukt, NX-D, unterstützt die von Nik entwickelte U-Point-Technologie nicht mehr.

### Snapseed
Snapseed ist ein Programm, um Fotos aufzunehmen, zu bearbeiten und anschließend in einer Online-Community zu veröffentlichen. Es erschien erstmals im Jahr 2011 für iOS, im Januar 2012 für Mac OS X und Windows.

## Kritik
Der Kopierschutz der Softwareprodukte von Nik ist dafür bekannt, den automatischen Energiesparmodus von Macintosh-Computern zu blockieren, und auch nach der Deinstallation der Software im System zu verbleiben.